# Інге I (король Швеції)
Інге I Старший, Інге Стенкільссон (давньоісл. Ingi Steinkelsson; †1100) — король Швеції з династії Стенкілів, що правив у 1087-1100 роках.

## Біографія

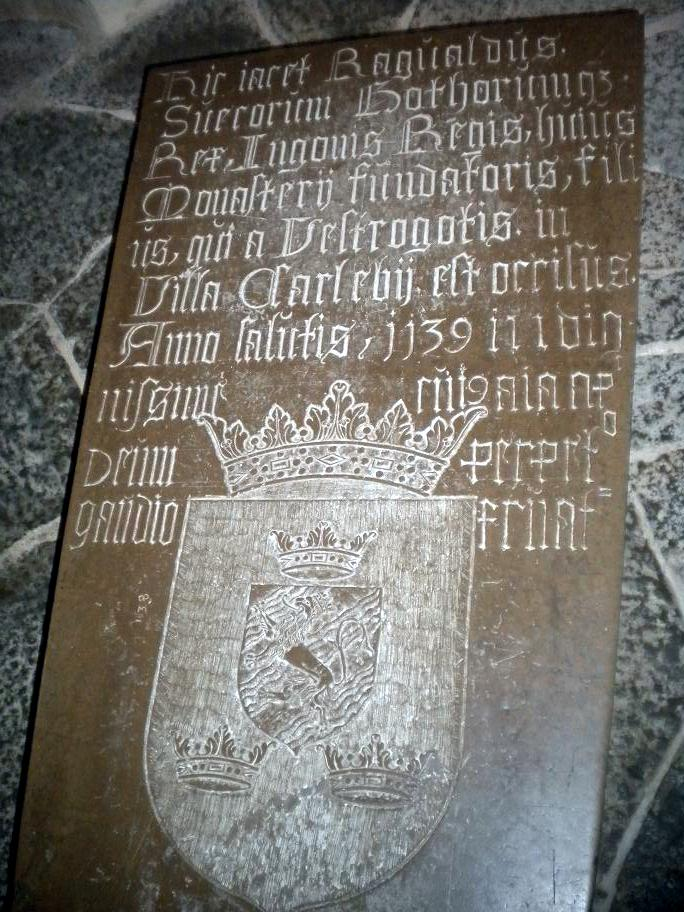
Надпис на пам'ятці над могилою Інге I Старшого

Інге був сином Стенкіля, засновника династії Стенкілів. Правив слідом за своїм братом Гальстеном. Інге був ревним християнином, проводив активну християнізацію Швеції, через що, в результаті повстання, позбувся влади, і королем конунгом Швеції став його шурин Свейн Кривавий (Blot-Sven). Самому Інге залишилася лише область Вестергетланд. Пізніше Інге був зробив похід на Уппсалу, в результаті чого резиденція Блот-Свена була оточена і спалена, сам Блот-Свен був убитий, як і його син Ерік. Після відновлення влади Інге проводив активну зовнішню політику, воював з норвезьким королем Магнусом Босоногим. Після укладення миру в Кунгахелле Інге віддав йому в дружини свою доньку Маргарет, за що та отримала прізвисько «Миротворча» (Fredkulla). Його інша дочка Христина Інгесдоттер — перша дружина Мстислава I Володимировича Великого, князя новгородського, потім (вже по її смерті) великого князя київського.
Інге помер від старості, на троні його змінили племінники Філіп та Інге II Молодший.